# Comuna Suprunivka, raionul Poltava, regiunea Poltava
Suprunivka (în ucraineană Супрунівка) este o comună în raionul Poltava, regiunea Poltava, Ucraina, formată din satele Hovtveanciîk, Ivașkî, Mîlți, Șostakî și Suprunivka (reședința).

## Demografie
Componența lingvistică a comunei Suprunivka
     Ucraineană (92,15%)
     Rusă (7,57%)
     Alte limbi (0,2%)
Conform recensământului din 2001, majoritatea populației comunei Suprunivka era vorbitoare de ucraineană (92,15%), existând în minoritate și vorbitori de rusă (7,57%).